# Notiziario di Corte Notiziario di Città
Il Notiziario di Corte Notiziario di Città del Regno di Napoli è un vademecum tascabile, di cm 15x7,5, che contiene notizie utili sulla complessa e articolata organizzazione, politica ed amministratica del Regno, nell'anno 1789 e sui rapporti con altri Stati.

## Descrizione delNotiziario
Ricoperto di pelle marrone chiara, con impressioni in oro, sul piatto superiore e su quello inferiore porta lo stemma dei Borboni. Composto di 240 pagine, numerate da 7 a 240, è dotato di un frontespizio dove è rappresentata, di profilo e dentro una cornice ovale, la coppia regnante – Ferdinando IV di Napoli e Maria Carolina d'Asburgo-Lorena – con lo stemma borbonico. Sulla pagina a fronte, una incisione a tutta pagina – con il dio Nettuno, il Vesuvio e una sirena che sostiene un ovale col titolo Notiziario di Corte –  introduce la prima parte di questo vademecum, almanacco dell'anno 1789. La datazione Anno 1789 si trova nella pagina seguente, ma è priva di luogo di stampa e di stampatore. Questo almanacco è stato pubblicato dal 1788 al 1790.
La seconda parte è introdotta da una incisione simile, a tutta pagina, con la scritta Notiziario di Città. Questo vademecum rappresenta anche una curiosa somma di conoscenze, di vario genere,  tipiche dell’epoca in cui fu pubblicato. Per averne una idea, basta questo passo, a p. 31: "Può considerarsi la terra come una sfera perfetta, senza un errore manifesto" Non sempre è chiaro il significato dei vari uffici, in cui era ripartita la gestione politica e amministrativa del Regno di Napoli e di certi termini arcaici sfugge il significato.

## Una precedente pubblicazione
Un vademecum, intitolato Il Regno di Napoli, scritto da Enrico Baccio e in un secondo tempo ampliato da Cesare d'Engenio, era stato stampato nel 1620. Il contenuto era molto diverso. Nel libro Il Regno di Napoli c'era la Numeratione de i fuochi, et anime della Fedelissima Città di Napoli, i Monasterij di Monachi, Monache, Preti Regolari, Conservatorij, Hospedali, Carceri, Fortezze, Infanterie. Questi elenchi erano privi di nomi e di cognomi e si dava solo il numero delle persone di riferimento. Seguivano gli elenchi delle Chiese parrocchiali e delle Famiglie Nobili. Il resto del vademecum era occupato da una descrizione di ogni Provincia del Reno di Napoli, preceduta da una antiporta incisa, con lo stemma della Provincia. Al termine, un indice dei Re di Napoli e il capitolo De i sette Officii del Regno con gli offiziali preposti, e un elenco dei Signori titolati, cioè dei nobili del Regno di Napoli.

## Struttura delNotiziario
Si riportano qui i titoli delle parti in cui il Notiziario è ripartito.

### Notiziario di Corte
Descrizione delle Sicilie, p. 7

Serie cronologica de' sovrani d’Europa, p.11

Notizie cronologiche, p. 25

Notizie astronomiche,  p. 26

Notizie meteorologiche, p. 29

Notizie di misure,  – Notizie di pesi, p. 30

Spiegazione dei segni del Calendario, – Li pianeti, p. 32

Maniere differenti di contare i giorni e Calendario 1789,  p. 34

Nota dei giorni, ove dovrà esporsi il SS. Sacramento, p. 60

Anniversarj di questa Real Corte,  p. 64

Ragguaglio de' Stati, Regni, e Repubbliche d'Europa colle nascite de' rispettivi Principi e Principesse, p. 66

#### Stato della Corte di Sua Maestà[14]
Gentiluomini di Camera di esercizio, p. 103

Gentiluomini di Camera di entrata, p. 104

Cavallerizzi di Campo di S. M., p. 105

Casa della Regina:
 
Dame di Corte – Appartamento di S. A. R. il Principe Ereditario, p. 106

Appartamento delle AA. LL. le Principesse, e Principi Reali, p. 107

Medici, e Chirurgi – Capi subalterni di Casa Reale – Real Cappella – Stamperia Reale – Real Fabbrica della Porcellana, p. 107-108

Real Biblioteca – Musei Reali – Storiografo del Re – Teologi di Corte – Poeta di Corte – Pittori di Camera – Disegnatori Regj – Regj Incisori provisionati, p. 109

Intendenti delle Ville e Siti Reali – Giunta de' Capi Principali della Casa Reale –  Giunta de' Capi subalterni della Casa Reale – Reale Officina della Scrivania di Razione – Reale Officina della Ruota de' Conti – Cavalieri del Real Ordine di S. Gennaro, p. 110

Cavalieri del Sacro Militar Ordine Costantiniano, p. 111

Ministri di S. M. presso Corti Estere, p. 115

Ministri, ed Agenti Esteri presso il Re N. S., p. 116

Regj Consoli – Consoli delle Nazioni Estere residenti in Napoli, p. 117-118

Consiglio di Stato, – Segretarj di Stato – Giorni di Udienza delle Segreterie di Stato – Giorni del Consiglio di Stato, p. 119

Supremo Consiglio di Azienda coll'intervento de' tre Segretari di Stato – Suprema Giunta degli Abusi, p. 120

Arrivo e partenza di tutte le lettere, Corrieri, e Procacci per il Regno e fuori Regno, p. 121

### Notiziario di Città[29]
Officj del Regno – Eletti ed officiali, p. 125

Tribunale della Fortificazione, Acqua, e Mattonata – Tribunale contro a quello del S. Officio, p. 126

Tribunale della General Salute, p. 127

Guardiani del Porto – Corte del Regio Giustiziero – Officio del Regio Portolano, – Piazza del Popolo – Capitani d'Ottine, p. 128-129

Deputazione per la fabbrica di nuove Monete, p. 130

Deputazione per il concorso d’esame de' nuovi Tavolarj del S. R.[egio] C., p. 131

Deputazione delle 21 23 ad oncia sulla regia Dogana – Deputazione delle Gabelle de' carlini 4, delli 9 a botte di vino e secondo carlino a tomolo  d’orzo ed avena, p. 132

Deputazione delle imposizioni di grana 21 Ridotte a gr. 16, meno un terzo a botte di vino, e di un grano a peso di calce – Deputazioni de' Sali – Deputazione per il bassamento dell'interesse sulli Pegni ne' Banchi, p. 133-134

Deputazione delle gr. 6 ad oncia – Deputazione del Tesoro di S. Gennaro – Consolato dell'Arte della Lana – Consolato dell'Arte della Seta – Delegazione de' Cambj – Reale Borsa di Cambj, e Commercio, p. 135-136

Scadenze delle Cambiali tratte da Napoli sopra le Piazze straniere, e quelle del Regno, p. 137

Officio del Regio Protomedicato del Regno, p. 138

Pubblico Generale Archivio – Grande Archivio della R. Camera della Sommaria, o Zecca – Delegati de' Banchi, p. 139

Banco di S. Eligio – Banco della Pietà – Banco del Popolo, p. 140

Banco de' Poveri – Banco del SS. Salvatore – Banco dello Spirito Santo, p. 141

Reale Albergo per li Pellegrini – Giunta del Real Albergo de' Poveri – Casa de' Poveri di S. Gennaro – Ospedale degl'Incurabili – Ospedale di S. Giacomo – Altri Ospedali – Confraternita di S.M. di Loreto,  p. 142-143

Conservatorio di S. Onofrio – Conservatorio della Pietà de' Torchini – Monte della Misericodia – Monte de' Poveri Vergognosi, p. 144

Monte della Redenzione de' Cattivi – Monte de' sussidj del Ceto de' Giuristi – Monti di Famiglie co' loro Razionali – Monte di S. Giuseppe dell'Opera vestir i nudi – Monte del SS. Sagramento – Congregazione di S. Ivone – Real Ritiro della Concezione – Real Accademia Ercolanense, p. 145-146

Real Accademia delle Scienze e B[elle] L[ettere] – Giunta di Economia della medesima – Accademia del Disegno a S. Carlo alle Mortelle, p. 147

Arazzeria – Biblioteche – Musei Reali – Musei particolari – Gabinetti di Macchine Fisiche ed Astronomiche – Meridiane esistenti in Napoli, p. 148

Università de' Regi Studj – Regj Professori della stessa Università destinati a far lezioni nell'Ospedale degl'Incurabili – Regie Scuole nella Capitale, p. 150-151

Scuole interne del SS. Salvatore – Scuole Normali e Nautiche, p. 154-155

Regie Scuole nelle Provincie, p. 157

Università eretta da S. M. Cattolica in Altamura, p. 161

Reali Convitti nelle Provincie – Delegati, ed Attitanti, p. 163

Religioni con i rispettivi Delegati, ed Attitanti,  p. 164

Delegati degli Arredamenti, co' loro Computanti ed Attitanti,  p. 165
 – Giunta Costitutiva di Guerra e di Marina, p. 168

Magistrato del Commercio – Tribunale dell'Ammiragliato, e Consolato di Mare e Terra, p. 169

#### Stato Militare
Di questo a suo tempo si darà distinto Notiziario.

#### Stato Politico
Camera Reale di S. Chiara – S. R[egio] C. di S. Chiara, p. 170-171

Regia Camera della Sommaria,  p. 173

Regia Dogana di Foggia, p. 175

Gran Corte della Vicaria  – Vicaria Criminale, p. 176

Vicarìa Civile – Giudici de' Quartieri colli rispettivi Deputati, p. 177

Commesse Generali delle Arti, e Mestieri co' loro Attitanti, p. 179

Tavolarj del S. R[egio] C. – Mastrodatti  del S. R. C. – Mastrodatti della Regia Camera – Delegato della Real Giurisdizione – Curia del Regio Cappellano – Tribunale misto, p. 181-182

Soprintendenza della Crociata – Giunta di Sicilia – Giunta di Stato – Regio Officio del Corriere Maggiore, p. 183

Deputazione de' Spettacoli, e Teatri – Giunta per le imposte surrogate all'abolito diritto proibitivo del Tabacco  – Deputazione del Monte Frumentario, p. 184

Monti Frumentarj del Regno:

Provincia di Contado del Molise, p. 184

Provincia di Capitanata – Provincia di Teramo – Provincia di Chieti, p. 186

Provincia di Terra di Lavoro – Provincia di Cosenza, p. 187

Provincia di Catanzaro – Provincia di Salerno – Provincia di Montefalco, p. 188

Provincia dell'Aquila, p. 189

Provincia di Matera, p. 190

Provincia di Bari – Provincia di Lecce, p. 191

Giunta de' Veleni, p. 191

Tribunale del Paglivo – Giunta di corrispondenza colla Cassa sacra di Calabria – Giunta degli Allodiali di S. M., p. 192

Giunta della Posta – Giunta dei Siti Reali, coll’incarico del Regio Baraccone, e degli Affari delle Strade del Regno – Giunta delle Strade da Napoli a Castellammare, e dallo Sperone ad Otranto – Giunta del Lotto, p. 193
 
Sopraintendenza Generale dell'Azienda Reale, e delle R. Dogane del Regno – Camera abbreviata per l'economia della Real Azienda di Educazione – Giunta per le dipendenze della passata amministrazione dei Regj Forni, p. 194

Officio del Regio Montiero Maggiore – Intendenza, e Giunta di Caserta – Deputazione Costantiniana – Delegazione delle Bonificazioni di Baja, e luoghi adjacenti – Giunta del Ristoro di Messina, p. 195-196

#### Provincie
Udienze, Governi, e Giudicati Regj:

Provincia di Terra di Lavoro, o sia Campagna, p. 196

Provincia di Salerno, o sia Principato Città, o Picentini, p. 197

Provincia di Montefusco, o Principato Ultra, o Irpini, p. 197

Provincia di Lucera, o sia Capitanata, o de’ Freotani, p. 198

Provincia di Matera, o sia Basilicata, o Lucania, p. 198

Provincia di Trani, o sia Terra di Bari, o Peucezia, p. 198

Provincia di Lecce, o sia Terra d’Otranto, o Japigia, p. 198

Provincia di Chieti, o sia Abruzzo Città, p. 200

Provincia di Teramo, p. 201

Provincia dell'Aquila, o sia Abruzzo Ultra, o Vestini, p. 202

Provincia di Cosenza, o sia Calabria Città, o Bruzj, p. 202

Provincia di Catanzaro, o sia Calabria Ultra, o Magna Grecia, p. 203

Regj Consolati del Regno – Regj Precettori, e Tesorieri delle Provincie del Regno, p. 204

#### Stato Ecclesiastico
Cardinali, p. 204

Arcivescovi, e Vescovi del Regno col distintivo ragguaglio della popolazione delle loro Diocesi, p. 205

Altri Ordinarj del Regno – Arcivescovi, e Vescovi di Sicilia, p. 212-213

Vicarj Generali residenti nel Regno di alcune Chiese Cattedrali dello Stato Pontificio – Arcivescovato – Chiesa Cattedrale, p. 214

Parrocchie Regie – Parrocchie co' loro rispettivi Parrochi – Ministri ed Uffiziali maggiori della Curia Arcivescovile, p. 215-216

Luoghi Pii della Capitale, p. 217

Badie del Regno, p. 124

Commende del Sagro Militare Ordine Gerosolimitano site nel Priorato di Capua – Commende del Priorato di Barletta – Commende del Sacro Militare Ordine Costantiniano in Regno – Nel Regno di Sicilia – Commende de' Donatori in Regno – Nel Regno di Sicilia, p. 229-230

Nota delle Fiere del Regno
Mappa della Popolazione della Sicilia Citeriore
Aggiunzione alla pag. 128: Tribunale della visione, e revisione de' conti della Città, p. 240